# Танг, Дарен
Да́рен Та́нг (англ. Daren Tang; род. в 1972, Сингапур ) — 5-й генеральный директор Всемирной организации интеллектуальной собственности (ВОИС). Избран генеральным директором 8 мая 2020 года и 1 октября 2020 года сменил на этом посту Фрэнсиса Гарри .

## Карьера
С ноября 2015 года по июль 2020 года Дарен Танг исполнял обязанности руководителя Ведомства интеллектуальной собственности Сингапура (IPOS). Он был инициатором стратегического преобразования IPOS в рамках поддержки развития инновационной экономики Сингапура.
С 1997 по 2012 гг., до перехода на работу в IPOS, Дарен Танг занимал разные должности в правовых подразделениях Генеральной прокуратуры и министерства торговли и промышленности Сингапура.

## Награды
- Серебряная медаль Канцелярии премьер-министра (2016, Сингапур) — за достижения в государственном управлении с формулировкой «выдающиеся результаты работы и профессионализм, продемонстрированные на службе своей стране».

## Личная жизнь
Дарен Танг - опытный пианист, любящий джаз. Кроме того, он также известен тем, что под псевдонимом написал книгу, посвящённую чаю.